# Kultur 2000
Kultur 2000 ist der Name eines Kulturförderprogramms der Europäischen Union. Seit dem Inkrafttreten des Vertrages von Maastricht besitzt die Europäische Union auch eine Kompetenz auf dem Gebiet der Kultur, die sie durch spezielle Aktionen (Kulturhauptstadt Europas) und Förderprogramme ausübt.
Die ersten Kulturförderprogramme der EU waren die Programme Raphael, Kaleidoskop und Ariane. Seit dem 1. Januar 2000 erfolgte die EU-Kulturförderung hauptsächlich über das so genannte Rahmenprogramm Kultur 2000. Rechtsgrundlage des Programms war der Beschluss Nr. 508/2000/EG des Europäischen Parlaments und des Rates vom 14. Februar 2000. Die Förderung wurde jährlich über Aufrufe zur Einreichung von Vorschlägen (so genannte Calls) vergeben. Ein Beispiel ist der Aufruf vom Juli 2004. Zur Jahresmitte 2006 wurden die Gewinner des letzten Calls aus dem Jahre 2005 bekannt gegeben. Informationen über das Programm, die Antragstellung und weitere für die Kultur interessante Ausschreibungen und Aufrufe vermittelt in Deutschland der Kultur-Kontaktpunkt (Cultural Contact Point) in Bonn. Das ursprünglich bis zum 31. Dezember 2004 befristete Programm wurde durch den Beschluss Nr. 626/2004/EG des Rates und des Europäischen Parlaments vom 31. März 2004 um zwei Jahre bis zum 31. Dezember 2006 verlängert.
Inhaltlich erfolgte die Förderung über drei „Aktionen“. Aktion 1 betraf spezielle innovative und/oder experimentelle Kulturprojekte, die in der Regel ein Jahr dauerten und mindestens Partner aus drei Mitgliedstaaten beteiligten. Die Förderung betrug maximal 50 % der förderfähigen Kosten, mindestens aber 50.000 Euro und höchstens 150.000 Euro. Aktion 2 betraf mehrjährige kulturelle Kooperationsvorhaben zwischen mindestens fünf Partnern aus verschiedenen EU-Mitgliedstaaten. Die Förderung betrug maximal 60 % der förderfähigen Kosten und höchstens 300.000 Euro. Die Aktion 3 umfasste besondere kulturelle Veranstaltungen mit europäischer oder internationaler Ausstrahlung, wie etwa die Aktion Kulturhauptstadt Europas.
Andere Kulturfördermaßnahmen erfolgten insbesondere über das Aktionsprogramm der Gemeinschaft zur Förderung von auf Europäischer Ebene tätigen kulturellen Einrichtungen (Beschluss Nr. 792/2004/EG des Europäischen Parlaments und des Rates vom 21. April 2004).
Mit Beschluss Nr. 1855/2006/EG des Europäischen Parlamentes und des Rates vom 12. Dezember 2006 über das Programm Kultur 2007–2013 ist die weitere Kulturförderung der EU ab 1. Januar 2007, nach Beendigung des Programms Kultur 2000 geregelt worden.